# 브렛 스테그마이어
브렛 스테그마이어(영어: Brett Stegmaier, 1983년 7월 2일 ~ )는 미국의 골프 선수이다. 현재 PGA 투어에서 뛰고 있다.